# Tájpark (Egyesült Királyság)
Az Egyesült Királyság területén a tájparkok (angol: country parks) az 1960-as évektől alapított olyan vidéki parkok, amelyek a nagyobb populációval rendelkező területek közelében szabadidős és kirándulási lehetőséget biztosítanak.
Mivel a tájparkok elsődleges feladata az urbanizált területek népessége számára biztosított kikapcsolódási lehetőség, ezért általában nagyobb városok közelében vannak és jól kiépített infrastruktúrával rendelkeznek mind az autósok, mint a túrázók számára. Többnyire találni egy látogatóközpontot ajándékbolttal, kisebb étteremmel, kávézóval, esetleg játszótérrel és vadasparkkal a gyermekek számára. A legtöbbjük ingyen látogatható, de a parkolóhelyek bizonyos parkok esetében lehetnek fizetősek.

## Történet

### Kialakulásuk

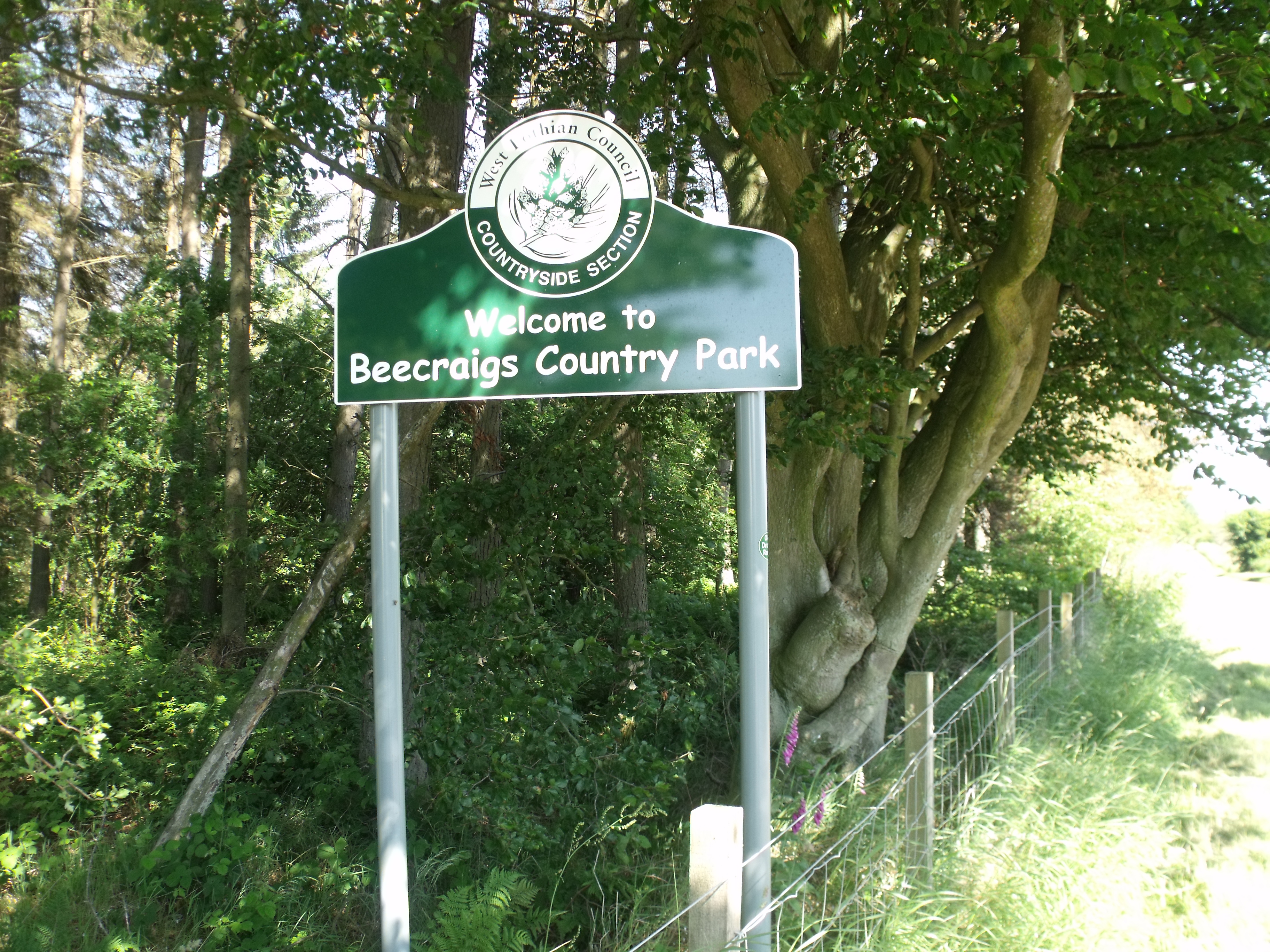
A Skóciában található Beecraigs Tájpark bejáratát jelző tábla

A tájparkokkal kapcsolatos első és mérvadó törvény az 1967-es Countryside (Scotland) Act volt, amely kifejezetten Skóciára vonatkozott, és megalkotta a tájpark fogalmát. Ezt egy évvel később követte egy hasonló törvény, amely már Angliára és Wales-re is érvényes volt, ebben tovább finomították a tájparkokkal kapcsolatos rendelkezéseket.
Az 1967-es törvény értelmében a tájpark elsődleges feladata, hogy a nagyobb népességgel rendelkező területek közelében kikapcsolódási lehetőséget biztosítson a természetben. A helyi önkormányzatoknak kell megállapítaniuk, hogy van-e az adott területen erre alkalmas hely, ezután pedig nekik kell kialakítani és fenntartani a tájparkokat. A helyi önkormányzatok felett állt egy bizottság, amely ugyanezen törvények keretében jött létre. Skóciában Skót Vidéki Bizottságnak (Countryside Commission for Scotland) nevezték, Angliában és Wales-ben pedig Vidéki Bizottságnak (Countryside Commission), ez utóbbi egyébként a korábbi Nemzeti Parkok Bizottság (National Parks Commission) feladatait vette át.

### Változások az 1960-as évek óta
Az 1960-as évek óta komolyabb változás nem következett be a tájparkokat szabályozó törvényekben, de az egyes szervek nevei és hatáskörei átalakultak. A Skót Vidéki Bizottság utódja egy 1991-es törvény értelmében a Skót Nemzeti Örökség (Scottish National Heritage) lett, illetve 2000-ben létrehozták a skóciai nemzeti parkokra vonatkozó jogszabályt, amelynek értelmében a kialakítandó nemzeti parkok területén fekvő tájparkok az adott park fennhatósága alá fognak tartozni. Angliában 2006 óta a Natural England szervezete felügyeli a tájparkokat.
2017 eleji állapotok alapján 97 tájpark található összesen 137.14 km²-nyi területen, amelyek a következőképpen oszlanak el az országrészek között:
- Skóciában 40
- Angliában (csak az akkreditáltak) 35
- Walesben 8
- Észak-Írországban 14

### Lista
| Az Angliában található tájparkok (csak akkreditáltak) | Az Angliában található tájparkok (csak akkreditáltak) | Az Angliában található tájparkok (csak akkreditáltak) | Az Angliában található tájparkok (csak akkreditáltak) |
| Tájpark neve                                          | Város                                                 | Önkormányzat                                          | Terület (km²)                                         |
| ----------------------------------------------------- | ----------------------------------------------------- | ----------------------------------------------------- | ----------------------------------------------------- |
| St. Ives Estate                                       | Bingley                                               | West Yorkshire                                        | 2.17                                                  |
| Shibden CP                                            | Halifax                                               | West Yorkshire                                        | 0.12                                                  |
| Cleethorpes Lakeside and Local Nature Reserve         | Grimsby                                               | Lincolnshire                                          | 0.61                                                  |
| Worcester Woods CP                                    | Worcester                                             | Worcestershire                                        | 0.34                                                  |
| Ryton Pools CP                                        | Coventry                                              | West Midlands                                         | 0.4                                                   |
| Perry Hall Park                                       | Birmingham                                            | West Midlands                                         | 0.6                                                   |
| Park Hall CP                                          | Stoke-on-Trent                                        | Staffordshire                                         | 1.32                                                  |
| Kingsbury Water Park                                  | Birmingham                                            | West Midlands                                         | 2.6                                                   |
| Lickey Hills CP                                       | Birmingham                                            | West Midlands                                         | 2.13                                                  |
| Yeovil CP                                             | Yeovil                                                | Somerset                                              | 0.52                                                  |
| Upton CP                                              | Poole                                                 | Dorset                                                | 0.21                                                  |
| Moors Valley CP and Forest                            | Ashley Heath                                          | Dorset                                                | 5.83                                                  |
| Ham Hill CP                                           | Stoke-sub-Hamdon                                      | Somerset                                              | 1.63                                                  |
| Grand Western Canal CP                                | Tiverton                                              | Devon                                                 | 0.48                                                  |
| Staunton CP                                           | Havant                                                | Hampshire                                             | 1.94                                                  |
| Royal Victoria CP                                     | Southampton                                           | Hampshire                                             | 0.55                                                  |
| Queen Elizabeth CP                                    | Horndean                                              | Hampshire                                             | 5.71                                                  |
| Manor Farm CP                                         | Bursledon                                             | Hampshire                                             | 1.59                                                  |
| Leybourne Lakes CP                                    | Leybourne                                             | Kent                                                  | 0.90                                                  |
| Lepe CP                                               | Exbury                                                | Hampshire                                             | 0.13                                                  |
| Haysden CP                                            | Tonbridge                                             | Kent                                                  | 0.65                                                  |
| Yarrow Valley CP                                      | Chorley                                               | Lancashire                                            | 2.23                                                  |
| Tegg's Nose CP                                        | Macclesfield                                          | Cheshire                                              | 0.53                                                  |
| Astbury Mere CP                                       | Congleton                                             | Cheshire                                              | 0.07                                                  |
| Bill Quay Community Farm                              | Gateshead                                             | Tyne and Wear                                         | 0.1                                                   |
| Shipley CP                                            | Heanor                                                | Derbyshire                                            | 3.66                                                  |
| Rushcliffe CP                                         | Ruddington                                            | Nottinghamshire                                       | 0.81                                                  |
| Rufford Abbey CP                                      | Ollerton                                              | Nottinghamshire                                       | 0.62                                                  |
| Daventry CP                                           | Daventry                                              | Northamptonshire                                      | 0.67                                                  |
| Brierly Forest Park                                   | Sutton-in-Ashfield                                    | Nottinghamshire                                       | 0.75                                                  |
| Marston Vale Millenium CP                             | Marston Moretaine                                     | Bedfordshire                                          | 2.23                                                  |
| Milton CP                                             | Milton                                                | Cambridgeshire                                        | 0.33                                                  |
| Hinchingbrooke CP                                     | Huntingdon                                            | Cambridgeshire                                        | 0.61                                                  |
| Ferry Meadows CP                                      | Peterborough                                          | Cambridgeshire                                        | 2.04                                                  |
| Cudmore Grove CP                                      | Colchester                                            | Essex                                                 | 0.13                                                  |
| Tájparkok száma: 35                                   |                                                       |                                                       | 45.21                                                 |

| A Skóciában található tájparkok | A Skóciában található tájparkok | A Skóciában található tájparkok      | A Skóciában található tájparkok |
| Tájpark neve                    | Város                           | Önkormányzat                         | Terület (km²)                   |
| ------------------------------- | ------------------------------- | ------------------------------------ | ------------------------------- |
| Aden CP                         | Mintlaw                         | Aberdeenshire                        | 0.89                            |
| Balmedie CP                     | Balmedie                        | Aberdeenshire                        | 0.75                            |
| Haddo CP                        | Ellon                           | Aberdeenshire                        | 0.73                            |
| Haughton House Holiday Park     | Alford                          | Aberdeenshire                        | 0.39                            |
| Crombie CP                      | Dundee                          | Angus                                | 0.99                            |
| Forfar Loch CP                  | Forfar                          | Angus                                | 0.85                            |
| Monikie CP                      | Dundee                          | Angus                                | 0.75                            |
| Bonaly CP                       | Edinburgh                       | Edinburgh                            | 2.71                            |
| Gartmorn Dam CP                 | Alloa                           | Clackmannanshire                     | 0.68                            |
| Camperdown and Templeton Woods  | Dundee                          | Dundee                               | 2                               |
| Clatto CP                       | Dundee                          | Dundee                               | 0.16                            |
| Dean Castle CP                  | Kilmarnock                      | East Ayrshire                        | 0.81                            |
| John Muir CP                    | Dunbar                          | East Lothian                         | 6.75                            |
| Muiravonside CP                 | Linlithgow                      | Falkirk                              | 0.61                            |
| Craigtoun CP                    | St. Andrews                     | Fife                                 | 0.2                             |
| Lochore Meadows CP              | Glenrothes                      | Fife                                 | 3.72                            |
| Townhill CP                     | Dunfermline                     | Fife                                 | 0.97                            |
| Pollok CP                       | Glasgow                         | Glasgow                              | 1.46                            |
| Hillend CP                      | Edinburgh                       | Midlothian                           | 0.39                            |
| Vogrie CP                       | Dalkeith                        | Midlothian                           | 1.04                            |
| Strathclyde CP                  | Motherwell                      | North Lanarkshire, South Lanarkshire | 6.48                            |
| Brodick CP                      | Brodick, Arran                  | North Ayrshire                       | 0.72                            |
| Eglinton CP                     | Irvine                          | North Ayrshire                       | 4.05                            |
| Drumpellier CP                  | Coatbridge                      | North Lanarkshire                    | 3.36                            |
| Palacerigg CP                   | Cumbernauld                     | North Lanarkshire                    | 2.91                            |
| Castle Semple CP                | Lochwinnoch                     | Renfrewshire                         | 1.8                             |
| Gleniffer Braes CP              | Paisley                         | Renfrewshire                         | 4.8                             |
| Muirshiel CP                    | Lochwinnoch                     | Renfrewshire                         | 0.32                            |
| Culzean CP                      | Ayr                             | South Ayrshire                       | 2.29                            |
| Calderglen CP                   | East Kilbride                   | South Lanarkshire                    | 1.51                            |
| Chatelherault CP                | Hamilton                        | South Lanarkshire                    | 2.06                            |
| Mugdock CP                      | Milngavie                       | Stirling                             | 2.06                            |
| Balloch Castle CP               | Dumbarton                       | West Dunbartonshire                  | 0.81                            |
| Almondell and Calderwood CP     | Livingston                      | West Lothian                         | 0.9                             |
| Beecraigs CP                    | Linlithgow                      | West Lothian                         | 3.21                            |
| Polkemmet CP                    | Whitburn                        | West Lothian                         | 0.68                            |
| Cathkin Braes                   | Glasgow                         | Glasgow                              | 1.99                            |
| Dams to Darnley                 | Newton Mearns                   | East Renfrewshire, Glasgow           | 5.5                             |
| Roslin Glen                     | Roslin                          | Midlothian                           | 0.25                            |
| Plean                           | Plean                           | Stirling                             | 0.9                             |
| Tájparkok száma: 40             |                                 |                                      | 73.45                           |

| A Wales-ben található tájparkok | A Wales-ben található tájparkok | A Wales-ben található tájparkok | A Wales-ben található tájparkok |
| Tájpark neve                    | Város                           | Önkormányzat                    | Terület (km²)                   |
| ------------------------------- | ------------------------------- | ------------------------------- | ------------------------------- |
| Moss Valley CP                  | Wrexham                         | Wrexham                         | 0.20                            |
| Dare Valley CP                  | Aberdare                        | Rhondda Cynon Taf               | 2.02                            |
| Pontypool Park                  | Pontypool                       | Torfaen                         | 0.64                            |
| Scolton Manor                   | Spittal                         | Pembrokeshire                   | 0.24                            |
| Parc Glynllifon                 | Caernarfon                      | Gwynedd                         | 0.2                             |
| Carew Castle                    | Carew                           | Pembrokeshire                   | 0.1                             |
| Greenfield Valley Heritage Park | Greenfield                      | Flintshire                      | 0.28                            |
| Bodelwyddan Castle and Park     | Bodelwyddan                     | Denbighshire                    | 1                               |
| Tájparkok száma: 8              |                                 |                                 | 4.68                            |

| Az Észak-Írországban található tájparkok | Az Észak-Írországban található tájparkok | Az Észak-Írországban található tájparkok | Az Észak-Írországban található tájparkok |
| Tájpark neve                             | Város                                    | Önkormányzat                             | Terület (km²)                            |
| ---------------------------------------- | ---------------------------------------- | ---------------------------------------- | ---------------------------------------- |
| Ness CP                                  | Killaloo                                 | Londonderry                              | 0.55                                     |
| Ballyarnett CP                           | Londonderry                              | Londonderry                              | 0.13                                     |
| Creggan CP                               | Londonderry                              | Londonderry                              | 0.28                                     |
| Roe Valley CP                            | Limavady                                 | Londonderry                              | 0.9                                      |
| Carnfunnock CP                           | Ballygalley                              | Antrim                                   | 1.91                                     |
| Crawfordsburn CP                         | Helen's Bay                              | Down                                     | 0.08                                     |
| Redburn CP                               | Belfast                                  | Down                                     | 0.6                                      |
| Cave Hill CP                             | Belfast                                  | Belfast                                  | 3.03                                     |
| Dalemont CP                              | Downpatrick                              | Down                                     | 0.8                                      |
| Loughgall CP                             | Loughgall                                | Armagh                                   | 1.88                                     |
| Maghery CP                               | Dungannon                                | Tyrone                                   | 0.12                                     |
| Castle Archdale CP                       | Enniskillen                              | Fermanagh                                | 0.93                                     |
| Peatlands Park                           | Dungannon                                | Tyrone                                   | 0.99                                     |
| Scrabo CP                                | Newtownards                              | Down                                     | 1.6                                      |
| Tájparkok száma: 14                      |                                          |                                          | 13.8                                     |